# La campanada
La campanada es una película española de drama estrenada en 1980, coescrita y dirigida por Jaime Camino y protagonizada en los papeles principales por Juan Luis Galiardo, Fiorella Faltoyano y Ovidi Montllor.

## Sinopsis
Ambros es el director de una agencia de publicidad en Barcelona. Su mejor amigo y compañero de trabajo Enrique muere de un ataque al corazón en el aparcamiento de la empresa. Este suceso le deja tan afectado que empezará a sufrir problemas mentales. Su salud le obliga a decidir dejar de trabajar de forma definitiva. Su mujer Cecilia comienza a preocuparse por la situación económica familiar, ahora que no entra el mismo dinero que antes, pero también por sus hijos e intenta convencerle de que vuelva al trabajo cuanto antes. Pero Ambros ya no es la misma persona y prefiere ver a su mujer trabajando como prostituta que volver al mundo laboral.

## Reparto
- Juan Luis Galiardo como Ambros
- Fiorella Faltoyano como Cecilia
- Ovidi Montllor com Ulloa
- Fermí Reixach como Enrique
- Martí Galindo como Silvestre
- Josep Maria Loperena como Abogado
- Luis Iriondo como	Pepe
- María Asquerino como Señora del bar
- Ismael Merlo como Padre
- Agustín González como Comprador
- María Luisa Ponte como Compradora
- Biel Moll como Psiquiatra
- Carlos Lucena como Médico forense
- Francisco Jarque como Empleado aparcamiento
- Félix Moix como Notario
- Josep Maria Forn como	Empleado
- Juan Velilla como	Policía
- Jordi Serrat como	Hombre spot
- Carles Velat como	Psiquiatra joven
- Mireya Cordón como Niña
- Jorge Pons como Niño
- Guillermo Cajal como Niño